# Liège-Bastogne-Liège 1953
La 39e édition de Liège-Bastogne-Liège a eu lieu le 3 mai 1953 et a été remportée par le Belge Alois De Hertog. 
Alois De Hertog gagne en solitaire à Liège avec plus de 5 minutes d'avance sur un duo de coéquipiers français : Maurice Diot et Raoul Rémy. Le Suisse Ferdi Kubler, vainqueur des deux éditions précédentes, termine à la 14e place à presque 7 minutes du vainqueur.
137 coureurs étaient au départ. 45 rejoignent l'arrivée.

## Classement
| n° | Coureur             | Équipe             | Temps           |
| -- | ------------------- | ------------------ | --------------- |
| 1  | Alois De Hertog     | Alcyon-Dunlop      | 6 h 53 min 51 s |
| 2  | Maurice Diot        | Mercier-Hutchinson | à 5 min 03 s    |
| 3  | Raoul Rémy          | Mercier-Hutchinson | m.t.            |
| 4  | Jan Storms          | Dilecta            | à 5 min 35 s    |
| 5  | Robert Vanderstockt | -                  | m.t.            |
| 6  | Nino Defilippis     | Legnano            | à 6 min 54 s    |
| 7  | Jan Zagers          | -                  | m.t.            |
| 8  | Briek Schotte       | Alcyon-Dunlop      | m.t.            |
| 9  | Jozef Lefevre       | -                  | m.t.            |
| 10 | Raymond Impanis     | Garin-Wolber       | m.t.            |